# The Gifted - Nak rian phalang kif
The Gifted - Nak rian phalang kif (The Gifted นักเรียนพลังกิฟต์, stilizzato originariamente in maiuscolo) è una serie televisiva thailandese prodotta da GMMTV e Parbdee Thaweesuk che va in onda su One31 (e in latecast su Line TV e YouTube) dal 5 agosto 2018, per poi concludersi il 4 novembre.
Diretta da Patha Thongpan, Dhammarong Sermrittirong, Waasuthep Ketpetch e Jarupat Kannula, è basata sulla graphic novel "The Gifted - Paragit lap - Nak rian phalang kif" (The Gifted ภารกิจลับ นักเรียนพลังกิฟต์) di SandOtnim (pseudonimo dello stesso Dhammarong Sermrittirong) del 2016, a sua volta ispirata al cortometraggio "Phapphayon san - The Gifted" (ภาพยนตร์สั้น The Gifted) del 2015, anche questo sceneggiato e diretto sempre da Sermrittirong.

## Trama
Il liceo Ritdha divide gli studenti in classi secondo il loro rendimento scolastico: della classe I fanno parte gli studenti con i voti migliori, mentre della classe VIII quelli peggiori. L'appartenenza alle classi più alte permette agli studenti di avere privilegi, come una maggiore flessibilità da parte degli insegnanti, accesso a migliori servizi e a pasti migliori alla mensa. Oltre alle otto classi "normali" la scuola ospita anche una classe formata da ragazzi con quoziente intellettivo incredibilmente alto rispetto alla media, il Programma Dotati, programma a cui aspirano quasi tutti gli studenti, in quanto garantisce loro i migliori privilegi della scuola (come un dormitorio privato e l'accesso ad alcune zone riservate) e una posizione garantita dopo il diploma nei migliori posti di lavoro. Quando ai test di riassegnazione delle classi Pang, che è sempre stato un alunno comune della classe VIII, supera il test per entrare tra i dotati, si crea subito confusione.
Superato lo sgomento iniziale, Pang e i suoi nuovi compagni capiranno ben presto che il motivo per cui sono stati scelti in realtà va ben oltre il semplice rendimento scolastico. Ognuno di loro è dotato infatti di un potenziale segreto che il programma ha il compito di aiutarli a sbloccare, e il test di riassegnazione aveva il compito di individuare quali fossero gli studenti con queste capacità. Ma questo non è l'unico segreto che la scuola sembra custodire, e Pang ai ritroverà coinvolto in qualcosa che non avrebbe mai immaginato.

## Personaggi e interpreti

### Principali
- Pang, interpretato da Korapat Kirdpan "Nanon".
Studente che dalla Classe VIII entra nel Programma Dotati, è il protagonista della serie. Il suo potenziale è la persuasione, un'abilità che gli permette di far fare a una persona tutto ciò che vuole attraverso il tatto e percependo il suo battito cardiaco. Ha un carattere altruista e generoso ma manca di fiducia in se stesso, anche se con il tempo comincerà a sviluppare sempre più delle capacità da leader. Diventa il migliore amico di Namtarn e Ohm.

- Wave, interpretato da Wachirawit Ruangwiwat "Chimon".
Studente che dalla Classe I entra nel Programma Dotati. Ha l'abilità di controllare i dispositivi elettronici attraverso il tatto. In seguito, riuscirà anche a guarire una ferita velocemente. Arrogante e poco socievole, tratta solitamente le altre persone con disprezzo, motivo per cui non va molto d'accordo con gli altri ragazzi del programma dotati, soprattutto con Pang, e inizialmente svolge un ruolo da antagonista. Si verrà poi a conoscenza del suo triste passato fatto di abbandoni e tradimenti.

- Namtarn, interpretata da Apichaya Thongkham "Lilly".
Studentessa che dalla Classe I entra nel Programma Dotati. Il suo potenziale è la psicometria, ovvero l'abilità di vedere eventi passati di un oggetto semplicemente toccandolo. In seguito, svilupperà anche la retrocognizione, ovvero l'abilità di vedere il passato di una persona attraverso il tatto. Soffre di ipertensione, e ciò non le permette di utilizzare al massimo il suo potenziale. È una ragazza tranquilla, volenterosa e curiosa, ma anche molto timida, infatti prima di entrare nel programma dotati passava quasi tutto il suo tempo da sola. Diventerà poi molto amica di Pang e Ohm.

- Claire, interpretata da Ramida Jiranorraphat "Jane".
Studentessa che dalla Classe I entra nel Programma Dotati e membro del club di recitazione della scuola. La sua abilità le permette di vedere lo stato d'animo e i sentimenti delle persone tramite un'aura colorata che le avvolge (ogni colore è da lei associato ad un'emozione o un sentimento). È innamorata ricambiata di Punn ed è un'amica d'infanzia di Korn. Ragazza egocentrica e un po'arrogante tratta con sufficienza chi non considera al suo livello e per ottenere ciò che desidera non si fa problemi a giocare sporco. Sa però essere molto dolce e protettiva con le persone a cui tiene.
- Punn, interpretato da Atthaphan Phunsawat "Gun".
Studente che dalla Classe I entra nel Programma Dotati. Il suo potenziale gli permette di copiare una qualunque abilità o talento semplicemente osservandolo, capacità che però inizierà a usare a sproposito per eccellere in ogni ambito e rendere il padre, estremamente severo ed esigente, fiero di lui. Ciò lo porterà a sviluppare un disturbo della personalità multipla. Innamorato ricambiato di Claire, è un ragazzo tranquillo e composto, molto esigente con se stesso.
- Ohm, interpretato da Harit Cheewagaroon "Sing".
Studente che dalla Classe II entra nel Programma Dotati. È un ragazzo allegro e spensierato, il comico della classe. Il suo potenziale gli permette di far sparire e ricomparire gli oggetti e le persone. In seguito, svilupperà anche il potere dell'invisibilità. Sarà il più entusiasta del Programma dotati alla scoperta dei loro potenziali, vedendosi come un supereroe dei fumetti. Raramente prende le cose seriamente e si accorge sempre tardi dei suoi errori ma sa essere un buon amico. Diventerà il migliore amico di Pang e Namtarn.
- Korn, interpretato da Pattadon Jan-Ngern "Fiat".
Studente che dalla Classe I entra nel Programma Dotati. Il suo potenziale gli permette di non provare più sonno e stanchezza, ma ciò significa anche che il ragazzo non sarà più in grado di dormire in quanto il suo corpo e la sua mente non ne hanno bisogno. È un amico d'infanzia di Claire di cui segretamente innamorato, ed è di indole riservata. Disprezza il suo potenziale e non vede la sua appartenenza al Programma dotati come un privilegio, desidera infatti tornare ad avere una vita normale. Nell'episodio 11, decide di ritirarsi dal Programma Dotati facendosi iniettare un siero che gli toglie il potenziale. In seguito però il siero si rivelerà falso.
- Mon, interpretata da Napasorn Weerayuttvilai "Puimek".
Studentessa che dalla Classe II entra nel Programma Dotati. La sua abilità le garantisce forza, agilità e destrezza sovrumane. Fa parte del club di arti marziali ed è molto affezionata ai suoi compagni, ma in seguito scoprirà che molti di loro sono in realtà invidiosi e gelosi di lei per la sua eccessiva bravura, motivo per cui inizierà a disprezzare il suo potenziale. Nell'episodio 11, decide di ritirarsi dal Programma Dotati facendosi iniettare un siero che le toglie il potenziale. In seguito però il siero si rivelerà falso.
- Pom, interpretato da Chatchawit Techarukpong "Victor".
Il consulente degli studenti Dotati. È stato lui stesso uno studente del programma anni prima. Ha la capacità di eliminare la memoria di una persona ipnotizzandola attraverso un metronomo e facendola addormentare schioccando le dita. Quando la persona è addormentata, toccando la sua testa, inizierà ad eliminare dei ricordi selezionati.
- Ladda, interpretata da Katreeya English "Kat".
L'amministratrice capo della scuola.
- Supot Chueamanee, interpretato da Wanchana Sawasdee "Bird".
Il direttore della scuola e il responsabile della ricerca degli studenti dotati attraverso il test di piazzamento. È stato inoltre in passato uno studente della Classe dei Dotati. Ha l'abilità di ordinare a qualcuno di fare ciò che vuole attraverso il contatto fisico o l'uso della voce. Il suo potenziale è una versione evoluta di quello di Pang.

### Ricorrenti
- Nac, interpretato da Pumipat Paiboon "Prame".
Inizialmente è il migliore amico e compagno di stanza di Pang. Studente della Classe I, aspira ad entrare nel Programma Dotati e per riuscirci arriva anche a rubare le risposte per l'esame, ma alla fine non riuscirà comunque a farcela rimanendo nella classe I. Questo lo porterà a provare molta invidia nei confronti di Pang e a troncare completamente la loro amicizia.
- Jo, interpretato da Chayakorn Jutamat "JJ".
Studente che dalla Classe III entra nel Programma Dotati. È il gemello di Jack, con cui risponde agli stimoli in sincrono.
- Jack, interpretato da Chayapol Jutamat "AJ".
Studente che dalla Classe III entra nel Programma Dotati. È il gemello di Jo, con cui risponde agli stimoli in sincrono.
- Mamuang, interpretata da Suthita Kornsai.
Giornalista e presidentessa del blog di notizie della scuola.
- Folk, interpretato da Pumrapee Raksachat "Namcha".
Studente della Classe VII ed ex migliore amico e compagno di classe di Ohm con cui ha perso i rapporti da tempo. Lui ed Ohm litigano nell'episodio 2 ed Ohm lo fa accidentalmente scomparire. Dopo che riusciranno a farlo ricomparire il suo ricordo dell'incidente verrà cancellato.
- Chayanee Prachkarit, interpretata da Duangkamol Sukkawatwiboon.
La madre di Namtarn. Non approva la presenza della figlia nel programma Dotati perché l'eccessivo stress aggrava la sua malattia.
- Pangrum, interpretata da Praeploy Oree "Pray".
Membro del club di recitazione che più tardi si rivelerà essere estremamente invidiosa e gelosa di Claire, tanto da odiarla a morte, anche se quest'ultima l'aveva sempre considerata un'amica.
- Koi, interpretata da Wanwimol Jaenasavamethee "June".
Studentessa della Classe III e membro del club di fotografia. Fa innamorare Korn di sè in modo che il ragazzo le riveli dettagli sul Programma Dotati che vuole rivelare a tutta la scuola. Quando fallisce nel suo intento grazie all'intervento di Wave, le vengono cancellati i ricordi
- Nicha, interpretata da Supakan Benjaarruk "Nok".
Una studentessa Dotata che aveva frequentato in passato la prima classe del programma. La sua abilità fa produrre al suo corpo degli anticorpi che possono bloccare ogni malattia, facendo sì che il suo corpo guarisca da germi e infezioni. È anche immune al veleno.

### Cameo
- Non, interpretato da Jirakit Thawornwong "Mek".
È stato uno studente Dotato nel Gruppo 3. La sua pagina di informazioni personali è stata strappata dall'elenco degli studenti Dotati e secondo Pom, ha abbandonato il Programma. La sua abilità gli permette di eseguire calcoli complicati in pochissimo tempo.

## Episodi
| Stagione       | Episodi | Prima TV |
| -------------- | ------- | -------- |
| Prima stagione | 13      | 2018     |

## Produzione
La serie è stata annunciata il 2 febbraio 2018 all'evento "GMMTV SERIES X", tra le nuove produzioni della compagnia GMMTV; tutto il cast è presente sul palco e viene mostrato un trailer demo girato esclusivamente per l'occasione nel novembre 2017. Le riprese effettive sono iniziate nel maggio 2018 e sono ancora in corso.
Un teaser di 30 secondi è stato pubblicato su YouTube il 17 luglio; tra i frame del video si intravede di sfuggita la data 5 agosto 2018, indicante l'inizio delle trasmissioni.
Il 23 luglio è uscito il trailer definitivo della serie, dove la data del 5 agosto viene indicata chiaramente. Un ulteriore teaser, mostrante anche alcuni commenti di fan su Twitter, è uscito il 2 agosto.

## Colonna sonora
- Suveera Boonrod - Lutphon[7]
- Suchart Saeheng - Mai mee kham sanya